# Gråribbat kvällsfly
Gråribbat kvällsfly, Naenia typica, är en fjärilsart som beskrevs av Carl von Linné 1758. Gråribbat kvällsfly ingår i släktet Naenia och familjen nattflyn, Noctuidae. Arten  har livskraftiga, LC, populationer i både Sverige och Finland.  Inga underarter finns listade i Catalogue of Life.

## Bildgalleri

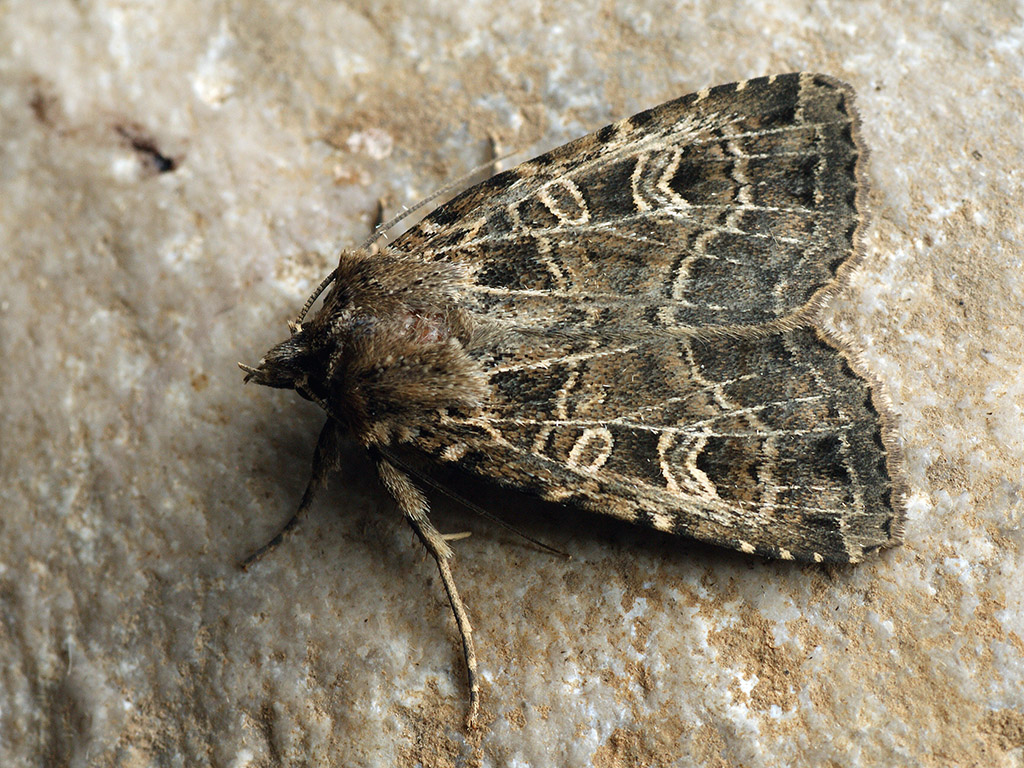
Imago fjäril
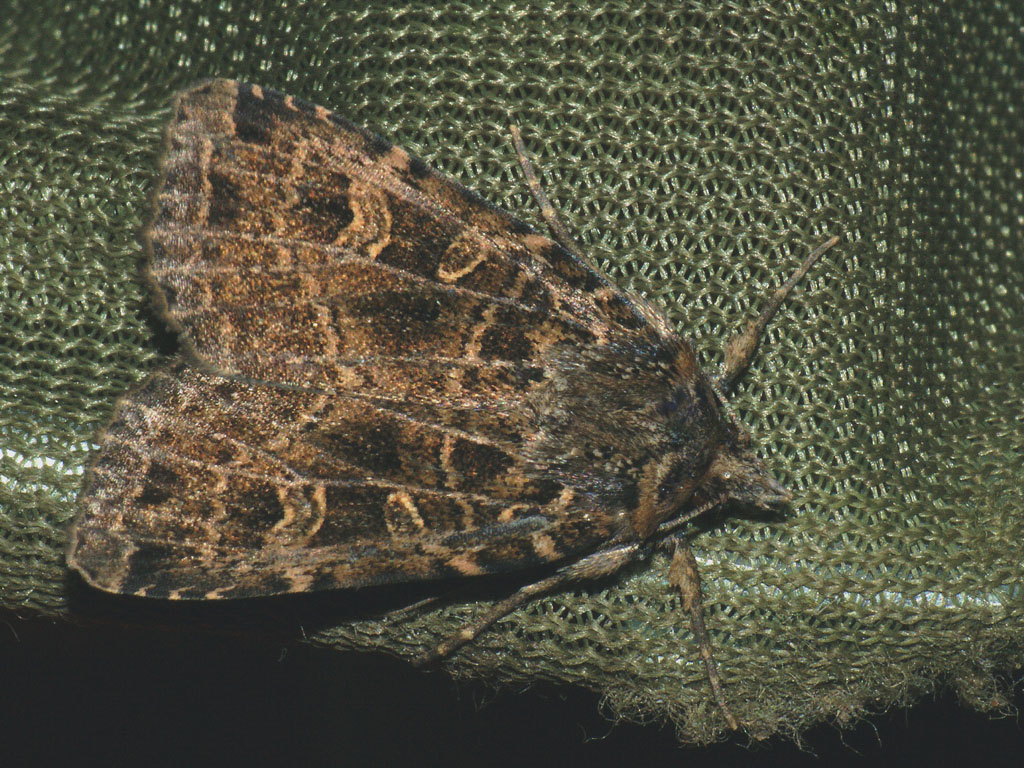
Imago fjäril
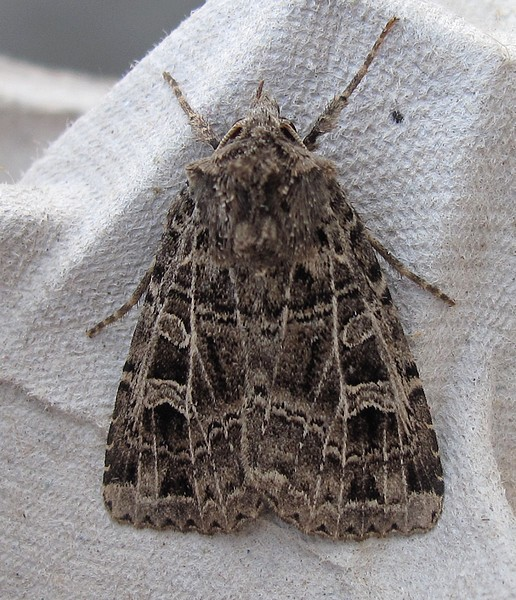
Imago fjäril
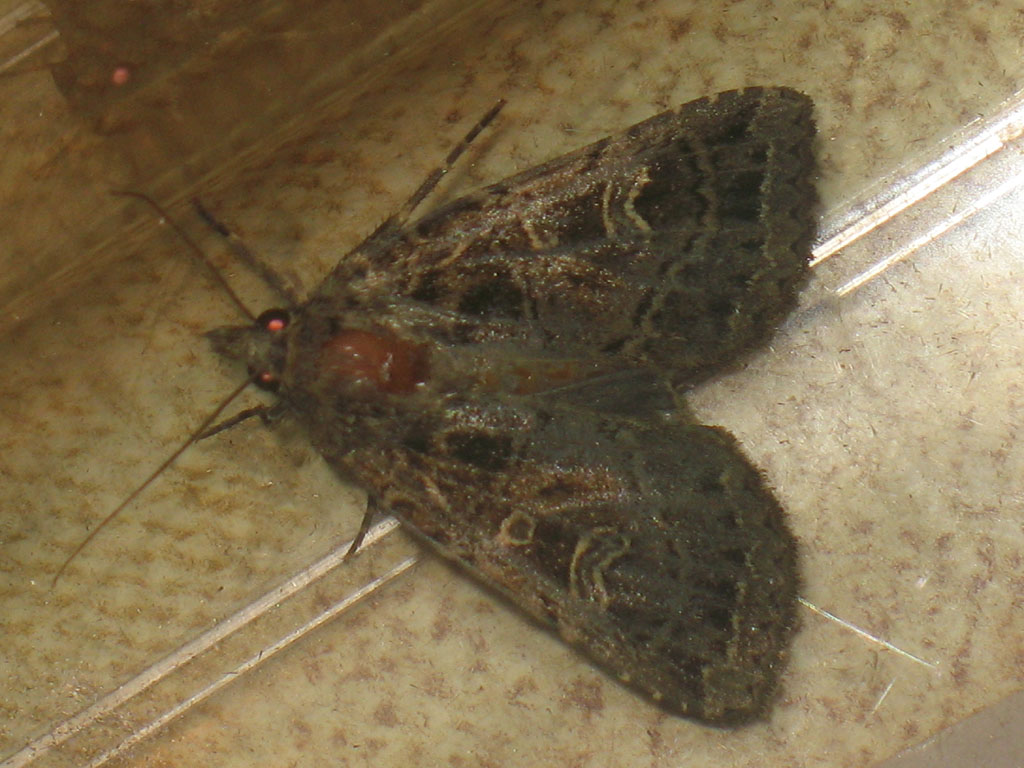
Imago fjäril, något sliten